# Zigurat

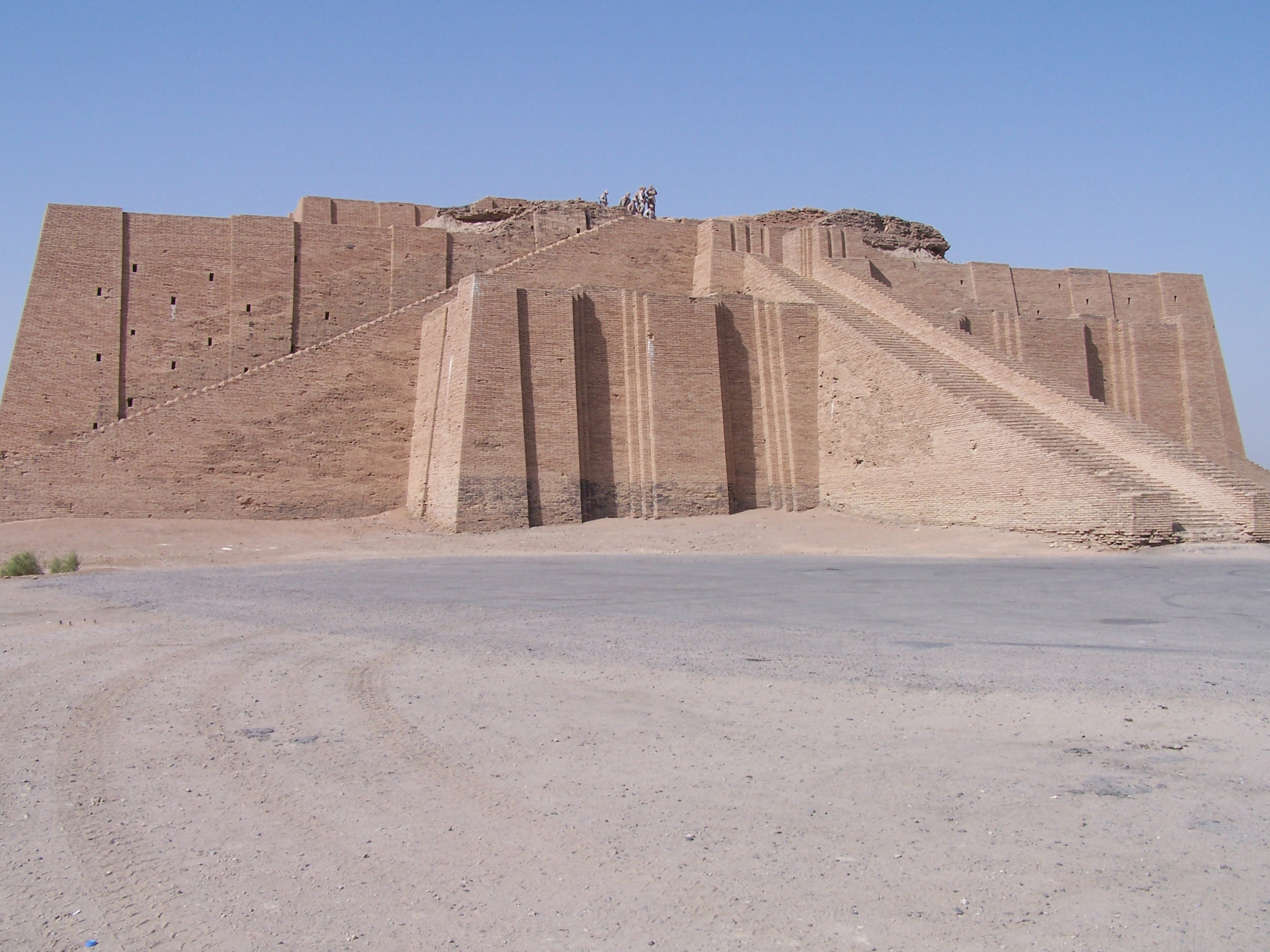
Fațada reconstruită a Marelui Zigurat Neo-Sumerian de la Ur, lângă Nassiriya, Irak

Ziguratele /ˈzɪgurat/ (akkadiană: ziqqurat, verbul akkadian zaqāru are sensul de „a construi pe o suprafață mai înaltă”) erau construcții masive ridicate în Mesopotamia antică și pe podișul iranian de vest. Ziguratul avea forma unei piramide în trepte care avea în vârf un templu care servea și ca observator astronomic. Ziguratele aveau între trei și șapte nivele, fiecare simbolizând un astru,  sau din cauza credinței că zeii coborau din cer în 7 zile. Planul este pătrat,  îndreptat către cele 4 puncte cardinale. 
Zigurate mai notabile: Marele Zigurat Neo-Sumerian de la Ur, lângă Nassiriya; Ziguratul lui Aqar Quf lângă Bagdad, Irak; Chogha Zanbil din Khūzestān, Iran și Tepe Sialk lângă Kashan, Iran.